# Cecilia Maria Barthélemon
Cecilia Maria Barthélemon (Londen, 1 september 1767 - Tottenhill, 5 december 1859) was een Engelse componiste, zangeres en pianiste. Zij trad al op sinds haar negende jaar en bouwde een reputatie op als uitvoerend musicus. Tevens schreef ze een aantal composities voor piano. Na haar huwelijk in 1797 kwam er een einde aan haar muziekcarrière.  

## Levensloop
Cecilia werd geboren als dochter van de Fransman François-Hippolyte Barthélemon (1741-1808) en de Engelse Mary Young (1749-1799). Beide ouders waren muzikaal actief: vader was violist en componist terwijl moeder actief was als zangeres en componiste. De familie Young stond in de 18e eeuw bekend als een muzikale familie die diverse organisten en zangeressen had voortgebracht.
In de jaren 1776-1777 maakte Cecilia met haar ouders een muzikale rondreis door Europa, waarbij ze als zangeres optrad voor de Franse koningin Marie Antoinette en voor koning Ferdinand IV van Napels.
Hierna keerde de familie terug naar Engeland, waar Cecilia haar optredens voortzette. 

### Muziekcarrière in Londen
In maart 1778 zong Cecilia in London op een benefietconcert van haar moeder. Een jaar later was haar officiële debuut in Londen in het Haymarket Theater, waar ze een pianoconcert speelde en met haar moeder een Italiaans duet zong. Ze volgde bij Johann Samuel Schröter les in piano, harp en klavecimbel en trad ook met deze drie instrumenten op tijdens recitals, samen met haar ouders. Ze maakte indruk op een benefietconcert voor haar vader op 8 mei 1783 waar ze een pianocompositie van Clementi speelde.
Tussen 1791 en 1795 publiceerde Cecilia in Londen vier pianowerken en een piano-/zangstuk. Op haar eerste uit te geven werk - het opus 1, met drie sonates - werd door circa 300 geïnteresseerden ingeschreven, waaronder Joseph Haydn, Wolfgang Amadeus Mozart en de Prins van Wales.

### Haydn
De familie Barthélemon was goed bevriend met de componist Joseph Haydn. In de jaren 90 van de 18e eeuw was Haydn geruime tijd woonachtig in Londen en hij bezocht de familie regelmatig in hun woning te Vauxhall. Voor Cecilia waren dit belangrijke momenten; ze luisterde tijdens Haydns bezoeken naar zijn muziekspel en kreeg ook muziekles van hem. Verder verzamelde ze Haydns muziekstukken die door hem persoonlijk waren ondertekend.
Ze droeg in 1794 als eerbetoon haar pianosonate opus 3 aan Haydn op, waarbij ze in de muziek verwijzingen maakte naar zijn muziek.

### Einde van een carrière
In 1797 trouwde Cecilia Barthélemon in Lambeth met Edward Prentis Henslowe (1772-1857), met wie ze een dochter en enkele zonen kreeg. Dit huwelijk lijkt het einde te hebben ingeluid van haar muzikale carrière als uitvoerend musicus en componiste. Ze schreef nog wel als 'Mrs Ed. Henslow' in op Haydns oratorium Die Schöpfung, dat in 1798 werd uitgebracht. Hierna is er niets meer bekend over haar muzikale leven. 
In 1827 publiceerde ze een korte memoire over haar vader. Deze memoire werd onderdeel van het voorwoord bij haar vaders oratorium Jefte in Masfa. 

## Werken
Cecilia Barthélemon schreef een aantal pianowerken:
- drie sonates opus 1 (1791), voor piano/klavecimbel, met in de tweede sonate begeleiding door viool. Het werk is opgedragen aan prinses Sophia Mathilda.
- twee sonates opus 2 (1792), voor piano/klavecimbel, opgedragen aan Frederica hertogin van York.
- sonate opus 3 (1794), voor piano/klavecimbel, opgedragen aan Joseph Haydn.
- sonate opus 4 (1795), voor piano/klavecimbel en begeleiding door viool.

Daarnaast componeerde ze The Capture of the Cape of Good Hope (1795), voor piano en sopraan.
Haar composities worden omschreven als goed gestructureerd, trefzeker en stilistisch in orde.